# Comunità montana Monte Santa Croce
La Comunità montana Monte Santa Croce è una comunità montana della provincia di Caserta in Campania.
L'Ente, in base alla L.R. 20 dell'11.12.2008, comprende otto comuni della provincia di Caserta, per un'estensione territoriale di 25 000 ettari.